# Philemon
Philemon là một chi chim trong họ Meliphagidae.